# Абельман, Морис Львович
Мо́рис (Моисе́й-Аро́н, Моисе́й, Мо́зес, Бори́с) Льво́вич Абельма́н (Абельма́нн) (нем.  Moris Abelmann) ( (18) октября 1863, Ковно — 1928, Ленинград) — действительный статский советник, потомственный почётный гражданин, доктор медицины.
Главный врач страхового общества «Россия», ординатор Елизаветинской клинической больницы для малолетних детей.
Товарищ председателя Санкт-Петербургского Общества детских врачей (1908—1909) , один из основоположников Санкт-Петербургской и Российской школы врачей-педиатров.

## Биография
Родился в еврейской семье Ковенского купца Льва Зусмановича (Борух Лейба) Абельмана (1841—1903) и его жены Ханы Абельман. В 1885 году купец первой гильдии, занимавшийся оптовой торговлей сахаром, Л. З. Абельман преодолел черту оседлости и получил право проживания с семьёй в столице.
К этому времени его старший сын Морис успел окончить ковенскую гимназию и, воспользовавшись социальным статусом отца, в 1883 году поступил на медицинский факультет Императорского Дерптского университета, где в те годы лица, исповедовавшие иудаизм, учились нечасто.
М. Л. Абельман был выпущен в звании врача в 1889 году и, как окончивший университет с отличием, был направлен для дальнейшего совершенствования и подготовки диссертационного исследования в Страсбург в клинику признанного специалиста в области изучения патологии желудка и поджелудочной железы профессора Бернгарда Наунина. В контексте научных интересов руководителя диссертация М. Л. Абельмана называлась: «Über die Ausnutzung der Nahrungsstoffe nach Pankreasextirpation: mit besonderer Berücksichtigung der Lehre von der Fettresorption» («Об усвоении пищевых веществ после удаления поджелудочной железы с обсуждением теории всасывания жиров»). В этой экспериментальной работе, выполненной при участии одного из основоположников диабетологии профессора Оскара Миньковского и посвящённой изучению нарушений всасывания в кишечнике (мальабсорбции), возникающих после экстирпации поджелудочной железы, была доказана ведущая роль поджелудочной железы в процессе всасывании жира. Защита диссертации с присвоением соискателю степени доктора медицины состоялась уже на следующий год в стенах Дерптского университета.
В 1891 году частнопрактикующим врачом М. Л. Абельман начал свою деятельность в Петербурге. В столице он стал называться сначала Моисеем, а позже Борисом Львовичем. В 1893 году М. Л. Абельман был принят сверхштатным ординатором Елизаветинской клинической больницы для малолетних детей. Входящая в систему ведомства учреждений императрицы Марии, она была одной из ведущих детских больниц города, которой руководил известный Петербургский педиатр, профессор Владимир Николаевич Рейтц. При его непосредственном участии Морис Львович сформировался в одного из самых востребованных столичных педиатров. Долгое время не занимавший высоких постов и только в 1905 году зачисленный на должность младшего врача больницы, М. Л. Абельман очень быстро завоевал авторитет и среди коллег.
Помимо клинической деятельности Морис Львович проводил обширную исследовательскую работу. Он регулярно выступал с докладами на заседаниях Санкт-Петербургского общества детских врачей, где входил в состав правления и избирался на должность товарища председателя.
Основные научные интересы М. Л. Абельмана лежали в плоскости изучения патологии почек у детей. Им были организованы регулярные научно-практические врачебные конференции, посвящённые вопросам детской нефрологии. Адресованные сотрудникам Елизаветинской больницы, они вскоре стали пользоваться большой популярностью среди столичных педиатров. В 1906 году под названием «Нефриты детского возраста, их диететика и лечение» материалы многих таких бесед со врачами больницы были опубликованы М. Л. Абельманом в виде монографии. По-существу, ещё в самом начале 20-го века Морис Львович заложил основы детской нефрологии, которая выделилась в самостоятельную дисциплину лишь несколькими десятилетиями позже.
В 1908 году М. Л. Абельман был приглашён врачом крупнейшего в империи страхового общества «Россия». Не оставляя свою работу в Елизаветинской больнице, он увлёкся новым для себя делом и уже спустя два года занял в обществе должность главного врача.
Первоначально задачи медицинской службы страхового общества заключались в экспертизе причин и степени причинённого ущерба здоровью при наступлении страхового случая. С одобрением же в 1912 году III Государственной Думой закона «О страховании рабочих на случай болезни и несчастных случаев» в России появились предпосылки для создания системы медицинского страхования. Одним из первых М. Л. Абельман предпринял попытку разработки концепции добровольного медицинского страхования. Реализовать её на практике не пришлось. Сначала помешала Первая мировая война, затем, после Октябрьской революции, система страхования и вовсе была разрушена.
Дополнительными нагрузками в годы войны стали для Морис Львович участие в работе Российского общества Красного Креста, а также в делах по мобилизации. Эта его деятельность была отмечена наградами и поощрениями.
Во всех скудных биографических справках, посвящённых М. Л. Абельману, указано, что он умер либо в 1917, либо в 1919 гг. Действительно, после революции он практически прекратил общение с коллегами, но врачебной деятельности не прерывал. В 1920 году после отъезда за границу профессора Э. Э. Гартье, Морис Львович даже избирался профессором кафедры детских болезней Государственного института медицинских знаний (позднее известный как Ленинградский санитарно-гигиенический медицинских институт), но в должность не вступил. В последний раз Морис Львович выступал с докладом на Обществе детских врачей Петрограда в июне 1921 года. Известно, что до 1927 года включительно он работал в скромной должности рядового врача Пункта охраны материнства и младенчества № 1 Центрального района, после чего фамилия его исчезла из всех справочников. С большой долей вероятности можно утверждать, что М. Л. Абельман скончался в Ленинграде в 1928 году, поскольку уже спустя год по его адресу проживал совсем другой человек. Место его упокоения установить не удалось.
Существует альтернативная, но документально не подтверждённая, версия, согласно которой в 1927 году М. Л. Абельман эмигрировал за границу, где почти сразу и умер.

## Семья
- Жена: Мария Вениаминовна Абельман;
- Брат: Тобиаш Львович Абельман — инженер-химик, выпускник Рижского политехнического института 1892 года;
- Сёстры: Шейна и Мария Абельман[8]

## Некоторые печатные работы
Точное число научных работ М. Л. Абельмана установить не удалось. Многие из них были опубликованы на немецком языке. Ниже представлен небольшой список тех его публикаций, которые остаются доступными для читателя:
- Abelmann M. Über die Ausnutzung der Nahrungsstoffe nach Pankreasextirpation: mit besonderer Berücksichtigung der Lehre von der Fettresorption / Inaugural-Dissertation zur Erlangung des Grades eines Doctors der Medicin. — Dorpat: Druck von C. Mattiesen, 1890. — 80 с.
- Абельман М. Л. Случаи бронхиэктазии, развившейся под влиянием коклюша / Из Елизавет. дет. больницы. — СПб.: тип. М.М. Стасюлевича, 1893. — 11 с.
- Абельман М. Л. К учению о циклической альбуминурии. — СПб.: тип. К.Л. Риккер, 1897. — 12 с.
- Абельман М. Л. Тетания, ларингоспазм и их отношение к английской болезни / Из Елизавет. клин. больницы для малолетних детей. — СПб.: тип. М.М. Стасюлевича, 1898. — 18 с.
- Абельман М. Л. Памяти В.Н. Рейтца / докл., чит. в заседании о-ва дет. врачей в С.-Петербурге, 13 окт. 1904 г. — СПб.: Электропечатня Я. Кровицкого, 1904. — 16 с.
- Абельман М. Л. Нефриты детского возраста, их диететика и лечение. / Беседы с врачами терапевтического отделения Елизаветинской клинической больницы для малолетних детей доктора М. Л. Абельмана – ординатора больницы. — Петроград: «Электропечатня» Я. И. Кровицкого, 1906. — 103 с.
- Абельман М. Л. Естественное и искусственное вскармливание грудных детей / Д-р мед. М.Л. Абельман, орд. Елисавет. клин. больницы для малолет. детей в С.-Петербурге. — СПб.: тип. 1-й С.-Петерб. труд. артели, 1909. — 65 с.
- Абельман М. Л. Функциональная диагностика при хронических заболеваниях почек / докл., чит. в о-ве дет. врачей в С.-Петербурге 23 апр. 1914 г. — Петроград: типо-лит. К. Фельдман, 1914. — 23 с.
- Абельман М. Л. Диагноз и прогноз при врожденных пороках сердца. — Педиатрия, 1914, № 8-9. — 95-112 с.
- Абельман М. Л., Кисель А. А., Маслов М. С., Лунин Н. И., Мочан В. О. Сборник детских болезней / Под ред. М. Л. Абельмана (Ленинград), проф. А. А. Киселя (Москва), проф. М. С. Маслова и др. — Л.: О-во дет. врачей в Ленинграде, 1925. — 64 с.
- Абельман М. Л. Клиника детских болезней / Сб. ст. под ред. проф. В. О. Мочана, М. Л. Абельмана (Ленинград), проф. А. А. Киселя (Москва) и др. — Л.: Практ. медицина, 1926-1927.

#### Доклады на заседаниях Общества детских врачей
| Случай гангрены лёгких                                      | 09.03.1894 | К учению о циклической альбуминурии                          | 17.12.1896 |
| Памяти В. Н. Рейтца                                         | 13.10.1904 | К учению об усвоении и всасывании жиров при желтухе          | 28.03.1906 |
| Наблюдения над вертикальной альбуминурией                   | 28.03.1906 | Случай базедовой болезни (дем.)                              | 28.03.1906 |
| Острая жёлтая атрофия печени                                | 13.12.1906 | Уробилинурия при брюшном тифе и пневмонии                    | 26.09.1907 |
| К патологии кишечных отправлений в детском возрасте         | 08.10.1908 | Ферменты и антиферменты кала                                 | 04.11.1909 |
| Современное учение о роли минеральных солей                 | 27.04.1911 | Функциональная диагностика при хроническом заболевании почек | 23.04.1913 |
| Функциональная диагностика скарлатинозных гломерулонефритов | 22.12.1920 | Хронический педонефрит                                       | 29.04.1921 |
— 

## Адреса в Петербурге (Ленинграде)
После приезда в столицу М. Л. Абельман проживал с родителями сначала на Офицерской ул., д. 26, а с 1892 года по адресу: Английский пр., д. 31.
С 1898 года, после женитьбы, Морис Львович снимал квартиру в доме 65 по Екатерингорфскому пр., а с 1913 года на ул. Глинки, д. 1 (наб. р. Мойки, д. 100). По этому адресу он продолжал жить и после революции до 1927 года.

## Награды
- орден Святого Станислава 2-й ст.;
- орден Святой Анны 2-й ст. (1905);
- орден Святого Владимира 3-й ст. за особые заслуги по мобилизации (1914);
- медаль «В память царствования императора Александра III»;
- знак в память 100-летнего юбилея ведомства учреждений Императрицы Марии;
- знак Красного Креста

## Интересные факты
В октябре 1893 года тогда ещё начинающий доктор М. Л. Абельман принимал участие в безуспешном лечении Петра Ильича Чайковского и оказался свидетелем безвременной кончины композитора.